# 凌汝曾
凌汝曾（？—？），字英士，中國清朝官員，本籍中國浙江。
凌汝曾於光緒二十一年（1895年）接替李淦，任福建台灣省台灣府淡水縣知縣。乙未戰爭期間，亦續任臺灣民主國淡水知縣，同年福建台灣省割让日本，淡水縣裁撤，凌員不知所終。
根據中國民族宗教網：「龍門派的發展與江南世家望族不得不說的二三事」，凌汝曾後改名凌飛雲，投入道教傳教(龍門派)